# Wernburg
Wernburg là một đô thị ở huyện Saale-Orla, bang Thüringen, Đức. Đô thị này có diện tích 6,84 km2, dân số thời điểm ngày 31 tháng 12 năm 2006 là 759 người.

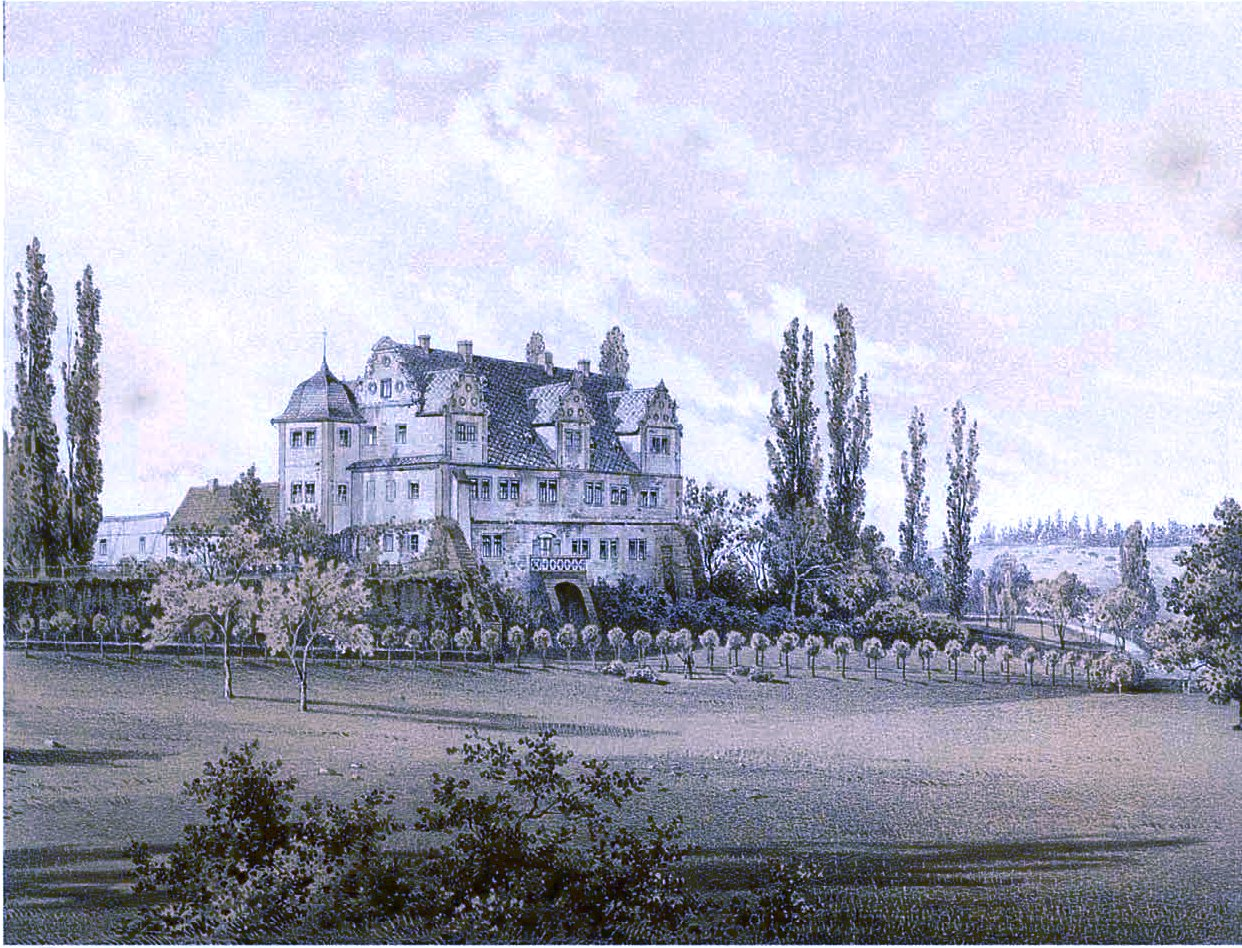
Palace Wernburg, around 1860, Edition by Alexander Duncker